# Instruments de musique d'Iran
 (décembre 2018).
Si vous disposez d'ouvrages ou d'articles de référence ou si vous connaissez des sites web de qualité traitant du thème abordé ici, merci de compléter l'article en donnant les références utiles à sa vérifiabilité et en les liant à la section « Notes et références ».

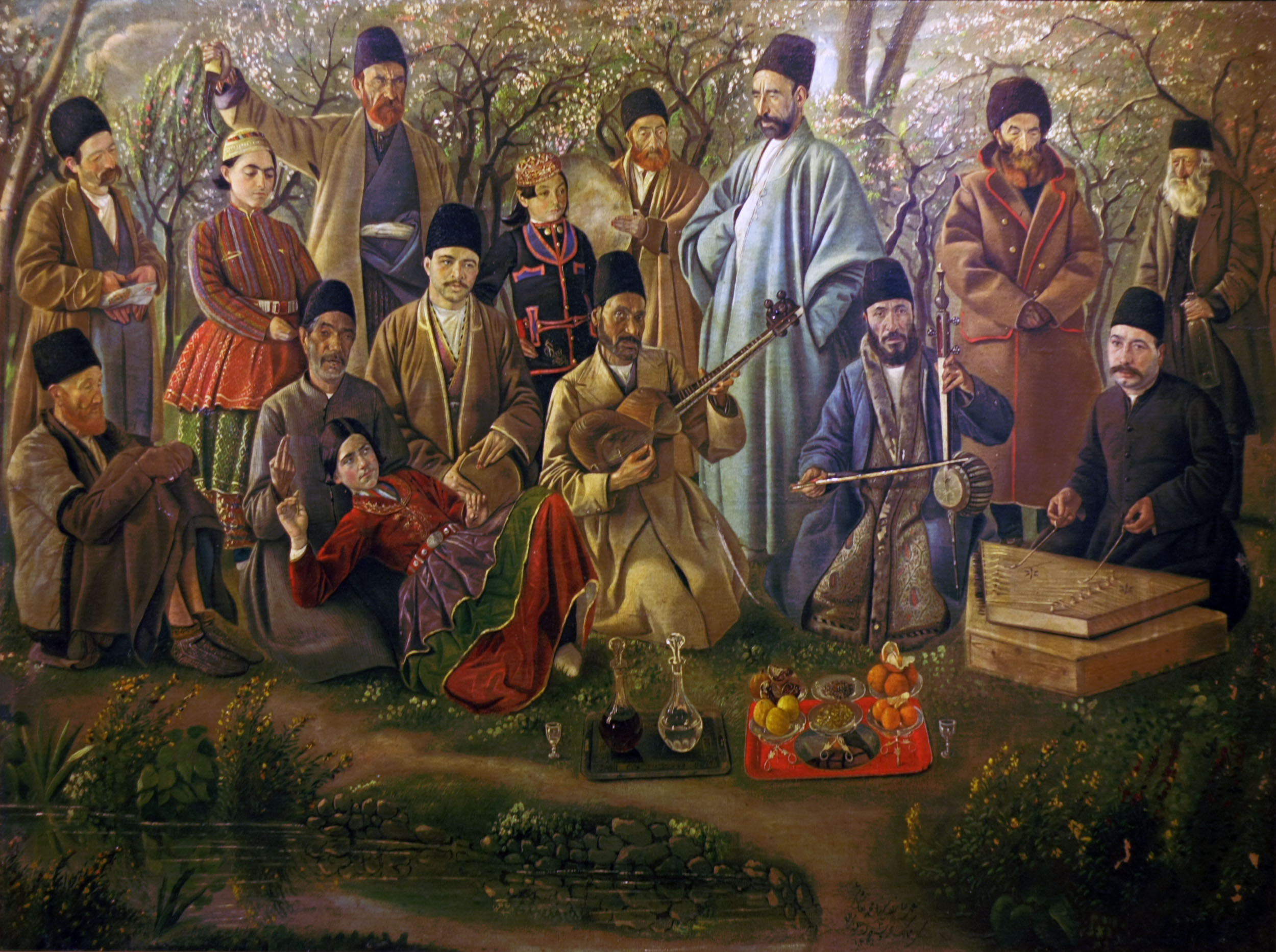
Un ensemble d'instruments au temps du shah Nassereddine, peint par Kamal-ol-Molk

Les instruments de musique venant d'Iran ont connu une histoire difficile du fait de l'interprétation parfois ultra-orthodoxe du Coran par les chiites en ce qui concerne le rôle de la musique. Parfois tolérés, parfois interdits, ils sont restés très sobres, très petits et n'ont guère reçu de développement. On y a encensé les vertus de discrétion et d'intimité pour justifier leur existence, à l'inverse par exemple des instruments indiens. Ils se sont de plus propagés dans d'autres pays grâce à l'influence de la culture perse.
Instruments à cordes pincées :
- Barbat
- Dotâr
- Qanûn
- Rabâb
- Setâr
- Tambur
- Târ

Instruments à cordes frottées :
- Kamânche
- Ghaychak

Instruments à cordes frappées : 
- Santûr

Instruments à vent :
- Balaban
- Nay
- Neyanban
- Zurna

Instruments de percussion :
- Daf
- Dammam
- Dohol
- Dotable
- Doyre
- Tas
- Tombak